# Chiesa di San Giovanni Battista (Motta Visconti)
La chiesa di San Giovanni Battista è la parrocchiale di Motta Visconti, in città metropolitana e arcidiocesi di Milano; fa parte del decanato di Abbiategrasso.

## Storia
La chiesa fu costruita nel 1412 per conto della famiglia Visconti, precisamente in seguito ad una donazione di terreni alla Chiesa da parte di Azzone Visconti (da non confondere con l'omonimo Azzone Visconti, signore di Milano, vissuto nel XIV secolo), originariamente con il nome di chiesa di Sant'Antonio, santo particolarmente venerato dai Visconti e nome del padre di Azzone, e poi dal 1455 nota col nome di Sant'Antonio e San Cristoforo, quest'ultimo aggiunto per volere della Chiesa.
Tra il 1528 e il 1570 furono costruite tre nuove cappelle e la chiesa fu ampliata. 
Nel 1575 la chiesa fu elevata a parrocchia per il volere di San Carlo Borromeo, e fu quindi dedicata a San Giovanni Battista.
Nel 1782 la chiesa fu modificata seguendo i canoni dello stile barocchetto, e vi fu inoltre aggiunto, sulla destra della chiesa, il campanile.
Tra il 1854 e il 1861 fu costruito nella chiesa un organo, realizzato dai fratelli Prestinari.
Nel 1950 fu costruita un'aula perpendicolare a quella principale, sulla sinistra, che la incrocia dove c'è il presbiterio (a mo' di transetto). L'altare fu inoltre spostato più indietro per consentire una vista più ampia del presbiterio.

## Descrizione

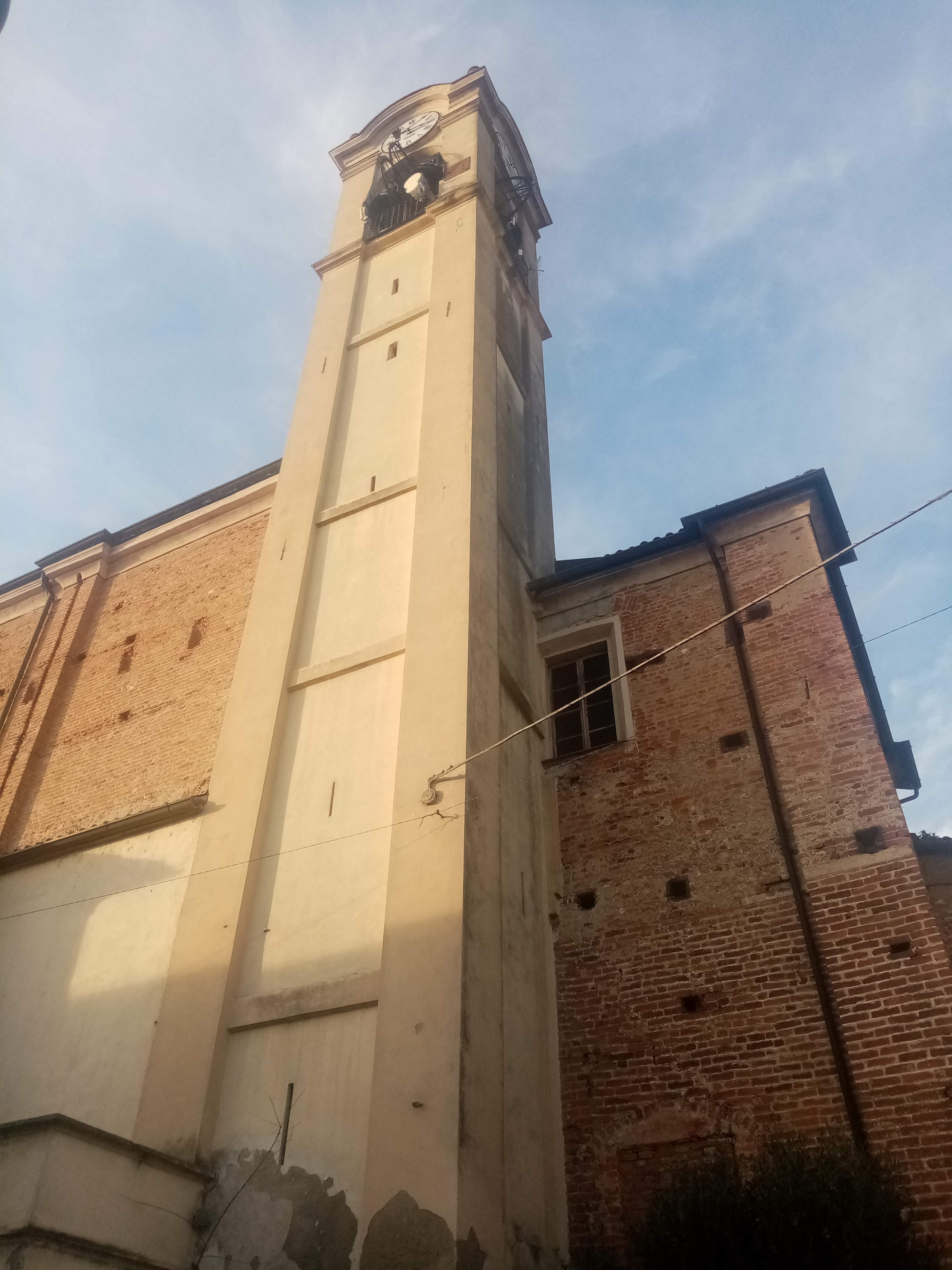
il campanile

### Esterno
La facciata, di forma convessa e in stile barocchetto, presenta tre portoni d'ingresso lignei. Sopra di quello centrale si trova un grande affresco, ormai abbastanza deteriorato, rappresentante una scena religiosa. La parti inferiori della chiesa sono intonacate, mentre in quelle più in alto sono lasciati a vista i mattoni. 

### Interno
La chiesa presenta un impianto a navata unica, scandita da tre archi a tutto sesto. Si trovano lungo il perimetro interno i dipinti con le rappresentazioni della Via Crucis, inoltre la chiesa conserva tele seicentesche, tra cui una Nascita della Vergine di Giovanni Maria Arduino. Perpendicolare a questa si trova un'altra aula, più recente e in stile moderno, come se fosse un transetto. Il presbiterio, che si trova nell'intersezione fra le due aule, è rialzato di tre gradini, ed è contornato da una recinzione marmorea. L'altare è rivolto verso la parte più vecchia della chiesa. Le due aule contornano un giardino.